# إستر سميث
إستر سميث (بالإنجليزية: Esther Smith)‏ هي كاتبة غنائية أمريكية، ولدت في 9 ديسمبر 1937 في غونتاون في الولايات المتحدة.